# Lijst van commandeurs in de Orde van de Nederlandse Leeuw
Deze lijst biedt een overzicht van personen gedecoreerd als Commandeur in de Orde van de Nederlandse Leeuw met een eigen artikel op de Nederlandstalige Wikipedia.

## A
- Pieter van Akerlaken
- Fokko Alting Mees (1889)
- Karel Appel
- Jean Henry Appelius
- Jan Carel Ferdinand d'Aulnis de Bourouill
- Alexandre Charles Joseph Ghislain d'Aubremé

## B
- Hendrik Backer
- Joop Bakker (1971)
- Guillaume Louis Baud (1849)
- Gerard Beelaerts van Blokland (1838)
- Henk Beernink
- Jacobus Catharinus Cornelis den Beer Poortugael (1908)
- Nicolaas Beets
- Willem Hendrik van den Berge (februari 1980)
- Gerardus Henri Betz (1865)
- Willem Hendrik de Beaufort (31 oktober 1907)
- Johannes Willem Bergansius (1898)
- Johannes Gregorius van den Bergh (1887)
- Jacob Hendrik Bergsma (1895)
- Barend Biesheuvel (8 juni 1973)
- Dominicus Blankenheym (1853)
- Leo de Block (6 februari 1970)
- Frits Bolkestein (18 oktober 2004)
- Cornelis Hendrik Boudewijn Boot (1870)
- Willem Boreel van Hogelanden
- Eduard Joseph Hubert Borret (1866)
- Engelbertus Batavus van den Bosch
- Johannes Adrianus van den Bosch (1867)
- Pieter Philip van Bosse
- Gerrit Braks (1990)
- Henri de Brouckère
- Tiemen Brouwer (1973)
- George Isaäc Bruce (1846)
- Justinus van der Brugghen (1857)
- Dick Bruna (2001)
- Jaap Burger (1962)
- Frederik van Bylandt (1911)
- Eugène Jean Alexander van Bylandt (1874)

## C
- Jacob Jan Cambier
- Elias Canneman
- Johan Frederik Benjamin van der Capellen
- Eduard August Otto de Casembroot (1858)
- Gerard George Clifford
- Hendrik Collot d'Escury
- Corneille, pseudoniem voor Guillaume Cornelis Beverloo
- Edmond de la Coste
- Jacob Theodoor Cremer (1910)
- Eppo Cremers (1865)
- Paul Crutzen (1996)
- Pierre Cuypers

## D
- Edmond Willem van Dam van Isselt
- Cola Debrot (1970)
- Laurentius Nicolaas Deckers (1959)
- Wim Deetman (1989)
- Isaäc Arend Diepenhorst (1986)
- Herman Jacob Dijckmeester
- Jaap van Dissel (2024)
- Joseph van der Does de Willebois (1867)
- Dick Dolman (1982)
- Jan Donner (1951)
- Elisa Cornelis Unico van Doorn (1869)
- Karel Doorman
- Piet Drenth (1996)
- Wim Duisenberg (1997)
- Willem Hendrik Dullert (1874)

## E
- Wim van Eekelen (1994)
- Dominique Jacques de Eerens (1829)
- Abraham George Ellis
- Willem Frederik van Erp Taalman Kip (1882)
- Adri van Es (1972)
- Frans Julius Johan van Eysinga (1818-1901) (1881)

## F
- Anton Reinhard Falck
- Robert Feenstra (2010)
- Guillaume de Feltz[1]
- Ben Feringa (2016)
- Jean Henri Ferrand (1858)
- Cornelis Fock
- Isaäc Dignus Fransen van de Putte
- Louise Fresco (2022)

## G
- Carel Coenraad Geertsema
- Johan Herman Geertsema Czn. (1874)
- Frederik Lambertus Geerling (1874)
- Andre Geim (2010)
- Michel Henry Godefroi (1854)
- Alexander Gogel
- Jan Karel van Goltstein (1849)
- Willem van Goltstein van Oldenaller (1880)
- Frederik Adriaan van der Goltz
- Louw de Graaf (1989)
- Simon de Graaff (1933)
- Andries Cornelis Dirk de Graeff
- Frederik Alexander Adolf Gregory
- Willem Johan Lucas Grobbée
- Hans Grosheide (1973)

## H
- Bernard Haitink (2017)
- Jan de Hartog (1996)
- Cornelis Hartsen (1883)
- Jacob Petrus Havelaar (1898)
- Willem van Heeckeren van Kell (1873)
- Theo Heemskerk (1928)
- Johan Adriaan van der Heim van Duivendijke (1846)
- Johan Frederic Hoffmann
- Johan François van Hogendorp van Heeswijk
- Hendrik Jan Hofstra (1989)
- Gerard 't Hooft (1999)
- Jan van Houwelingen (1989)
- Alexander van Hugenpoth tot Aerdt (1847)

## I
- Alexander Willem Frederik Idenburg (1907)

## J
- Efraïn Jonckheer (1968)
- Bonifacius Cornelis de Jonge (1875-1958)
- Marinus Willem de Jonge van Campensnieuwland

## K
- Jan Kappeyne van de Coppello
- Herman van Karnebeek
- Joan Melchior Kemper
- Maximilien Joseph Caspar Marie Kolkman (11 april 1922)
- Frederik Lodewijk Willem de Kock
- Henk Koning (26 oktober 1981)
- Dionysius Adrianus Petrus Norbertus Koolen (1923)
- Jeroen Krabbé (1999)
- Jacob Kraus (1913)
- Willem Egbert Kroesen (4 januari 1873)
- Gerhardus Kruys (1897)
- Abraham Kuyper (1913)

## L
- Kees van Lede (2003)
- Conrad Leemans
- Ben Leito (1983)
- Cornelis Lely (1904)
- Joseph Hubert Guillaume Lemmens (1954)
- Frédéric Auguste van Leyden van Westbarendrecht
- Leonardus Antonius Lightenvelt (1848)
- Piet Lieftinck (1965)
- Joseph Limburg (1936)
- Louis Gaspard Adrien van Limburg Stirum (1849)
- Johannes Servaas Lotsy (1859)
- John Loudon (28 augustus 1920)
- Lodewijk Caspar Luzac (1848)
- Johannes Luyben (1844)
- Jan Elias Nicolaas van Lynden van Hoevelaken
- Alex van Lynden van Sandenburg (1934)

## M
- Hans van Manen (2007)
- Reneke de Marees van Swinderen (1920)
- Johannes Christiaan de Marez Oyens (1911)
- Jacob Maris
- Jacob Constantijn Martens van Sevenhoven (1853)
- Jannis Pieter Mazure
- Adriaan Frans Meijer (1840)
- Bert Meijer (2020)
- André Charles Membrède
- Cornelis Theodorus van Meurs (1859)
- Pieter Mijer (1856)
- Edgar Michiels van Verduynen (1946)
- Louis Michiels van Verduynen (1900)
- Hans van Mierlo (1982)
- Anthony Modderman (1881)
- Engel Pieter de Monchy
- Adriaan Morriën (1999)
- Harry Mulisch (1997)
- Joannes Josephus van Mulken (1869)
- Jacobus Arnoldus Mutsaers

## N
- Lambertus Neher (1954)
- Anton Nelissen (1910)
- Charles Nepveu
- Hendrik Nierstrasz
- Maarten de Niet Gerritzoon (1973)
- Octaaf van Nispen tot Sevenaer (1913)
- François Arnould Noël Simons
- Konstantin Novoselov (2010)
- Tarquinius Noyon

## O
- Nicolaas Olivier (1866)
- Ab Osterhaus (2003)
- Pieter Oud (1937)

## P
- François de Pélichy de Lichtervelde (1816)
- Gerhard Christiaan Coenraad Pels Rijcken (1867)
- Marie Adrien Perk (1898)
- Carl Adam Petri
- Johan Antoni Philipse (1853)
- Marinus Piepers
- Cornelis Pijnacker Hordijk
- Willem Gerard van de Poll
- Folkert Posthuma (1938)

## Q
- Johan Willem Quarles van Ufford (1947)
- Jan de Quay (1967)

## R
- Eduard Nicolaas Rahusen
- Lodewijk Napoleon van Randwijck (1849)
- Frederik van Rappard (1843)
- Otto van Rees (1874)
- Gerard Reve (1998)
- Julius Constantijn Rijk
- Pieter Rink (1923)
- Willem Frederik Rochussen (1874)
- Herman van Roijen (1949)
- Henricus van Roijen (1843)
- Charles Ruijs de Beerenbrouck (1925)
- Job de Ruiter (1986)
- Marinus Ruppert (1980)
- Bram Rutgers (1959)

## S
- Frederik Henri Alexander Sabron (1909)
- Ivo Samkalden (1977)
- Alexander de Savornin Lohman (1901)
- Heije Schaper (1967)
- Josef van Schaik (1937)
- Gerrit Schimmelpenninck
- Rutger Jan Schimmelpenninck van Nijenhuis (1867)
- Willem Anne Assueer Jacob Schimmelpenninck van der Oye (1889)
- Norbert Schmelzer (1973)
- Johan Willem Meinard Schorer (1890)
- Abraham Schuurman (1840)
- Hendrik Jan Smidt (1889)
- Abraham Johannes de Smit van den Broecke (1861)
- Jan Baptist van Son
- Johannes Theodorus van Spengler(1849)
- Kees Staf (1959)
- Piet Steenkamp (1990)
- Anthony Jan Lucas Stratenus (1860)
- Martin Pascal Hubert Strens (1862)
- Ko Suurhoff (1966)
- Petrus Johannes van Swinderen (1909)
- Maurits Pico Diederik van Sytzama

## T
- Dirk Arnold Willem van Tets van Goudriaan
- George van Tets van Goudriaan
- Jacob George Hieronymus van Tets van Goudriaan
- Frans-Jozef van Thiel (1972)
- Gijsbert van Tienhoven
- Andries Jan Jacob des Tombe (1841?)
- Marie Willem Frederik Treub (1920)

## V
- Joris in 't Veld (1963)
- Johannes Theodoor de Visser (1927)
- Annemiek van Vleuten (2023)
- Willem de Vlugt (1932)
- Cornelis Vollenhoven (1843)
- Jan Messchert van Vollenhoven (1866)
- Anne Vondeling (1979)
- Willem Lodewijk de Vos van Steenwijk (1933)
- Jan Arend Godert de Vos van Steenwijk (1877)
- Gerrit de Vries Azn (1874)
- Agnites Vrolik (1855)

## W
- Willem Marcus van Weede van Berencamp (1912)
- August Willem Philip Weitzel (1874)
- Hendrik Ludolf Wichers (1848)
- Jan Pieter van Wickevoort Crommelin
- Joannes Cornelis Willemse (1867)
- Johan Witteveen (1979)
- Constantijn Johan Wolterbeek
- Hendrik Wortman (1929)

## Z
- Pieter Zandbergen